# Wierchnije Biełoziorki
Wierchnije Biełoziorki (ros. Верхние Белозёрки) – wieś (sieło) w Rosji, w obwodzie samarskim, w rejonie stawropolskim. W 2010 liczyła 2013 mieszkańców.